# マリア・アンナ・フォン・アンハルト＝デッサウ
マリア・アンナ・フォン・アンハルト＝デッサウ（ドイツ語: Maria Anna von Anhalt-Dessau, 1837年9月14日 - 1906年9月12日）は、ドイツのアンハルト公レオポルト4世の娘で、プロイセン王子フリードリヒ・カールの妃。

## 生涯
アンハルト＝デッサウ公（のちアンハルト公）レオポルト4世とその妃でプロイセン王女フリーデリケの間の末娘としてデッサウで生まれた。兄はアンハルト公フリードリヒ1世、姉はザクセン＝アルテンブルク公エルンスト1世妃アグネス。
父方の祖父母はアンハルト＝デッサウ公世子フリードリヒとヘッセン＝ホンブルク方伯女アマーリエ、母方の祖父母はプロイセン王子ルートヴィヒ（フリードリヒ・ヴィルヘルム3世の弟）とメクレンブルク＝シュトレーリッツ大公女フリーデリケ（ルイーゼ王妃の妹）である。母方の叔父にハノーファー王ゲオルク5世（母の異父弟）がいる。
1854年11月29日、母方の又従兄にあたるプロイセンのフリードリヒ・カール王子と結婚した。夫との間に5人の子どもをもうけたが、結婚生活は不幸であった。フリードリヒ・カールは妻が立て続けに女の子ばかり産むことに腹を立て、四女ルイーゼ・マルガレーテが誕生した際は、息子を産まないマリア・アンナを殴ったと言われる。夫妻が別居しなかった訳はひとえにヴィルヘルム1世の懇願によるものだけだった。

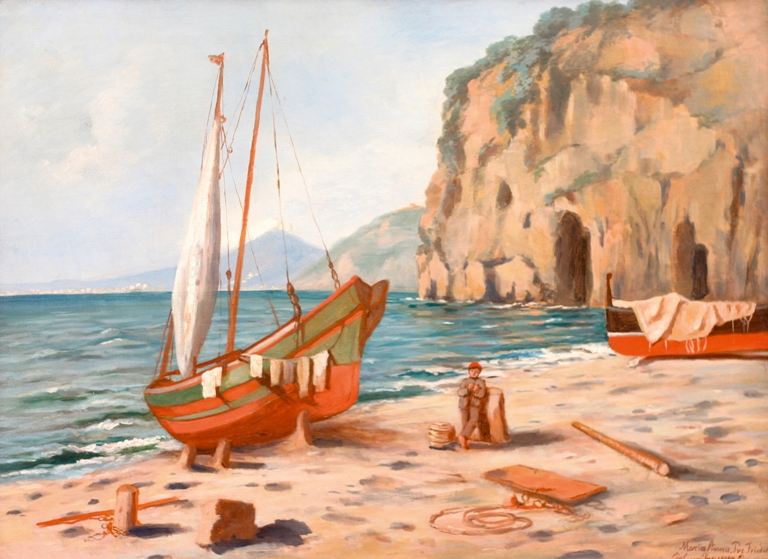
マリア・アンナ画『入り江にて』（1903年）

マリア・アンナは、同時代の人々からこの世代で最も美しい女性の1人と評価されている。音楽と絵画の分野において著しい才能を持ち、社交界に出てきたばかりの少女達にしばしば助言を与えた。耳がほとんど聞こえなかったといい、友人だったラジヴィウ公妃カタジナは「彼女が仲間内でいる時はいつでも、極度に内気で気おくれしていた」が、「2人きりになると周囲にあった多くの会話の雑音に邪魔されず、とても機知に富んで魅力的になった」と語っている。
1885年6月15日に夫が亡くなった後、ベルリンを去ってイタリアへ行き、主にナポリ・ローマ・フィレンツェに滞在した。その後まもなく侍従のヴァーゲンハイム大尉と密かに再婚したとの噂が流れた。
1889年に子ども達のうち唯一の息子のフリードリヒ・レオポルトが、皇帝ヴィルヘルム2世の妻アウグステ・ヴィクトリア皇后の妹であるアウグステンブルク公女ルイーゼ・ゾフィーと結婚した。
マリア・アンナは1906年9月12日にフリードリヒローダにおいて68歳で亡くなった。

## 子女
夫フリードリヒ・カールとの間に1男4女をもうけた。
- マリー（1855年 - 1888年） - 1878年にオランダ王子ヘンドリックと結婚、1885年にザクセン＝アルテンブルク公子アルベルトと再婚
- エリーザベト・アンナ（1857年 - 1895年） - 1878年、オルデンブルク大公世子フリードリヒ・アウグストと結婚[注釈 1]
- アンナ・ヴィクトリア（1858年）
- ルイーゼ・マルガレーテ（1860年 - 1917年） - 1879年、イギリス王子・コノート＝ストラサーン公アーサーと結婚
- フリードリヒ・レオポルト（1865年 - 1931年） - 1889年、アウグステンブルク公女ルイーゼ・ゾフィーと結婚